# Magdalenasaura
Magdalenasaura — рід ящірок родини гімнофтальмових (Gymnophthalmidae). Представники цього роду є ендеміками Колумбії.

## Види
Рід Magdalenasaura нараховує 2 види:
- Magdalenasaura adercum Fang, Vásquez-Restrepo & Daza, 2020
- Magdalenasaura leurosquama Fang, Vásquez-Restrepo & Daza, 2020